# محمد الشهراني (لاعب كرة قدم مواليد 1982)
محمد الشهراني, لاعب كرة قدم سعودي من مواليد 24 مايو 1982,
سبق له اللعب لأندية ضمك و النصر و الفتح و الاتفاق و هجر و الرياض و الدرعية